# Igor Waletow
Igor Anatoljewicz Waletow (ros. Игорь Анатольевич Валетов; ur. 1 lutego 1946 w Taszkencie) – radziecki szpadzista, brązowy medalista olimpijski i trzykrotny medalista mistrzostw świata.
Na igrzyskach olimpijskich w Monachium w 1972 roku reprezentacja ZSRR w składzie: Wiktor Modzolewski, Siergiej Paramonow, Igor Waletow, Gieorgij Zażycki i Hryhorij Kriss zdobyła w zawodach drużynowych brązowy medal. W rywalizacji indywidualnej odpadł w półfinałach. Były to jego jedyne starty olimpijskie.
Podczas mistrzostw świata w Hawanie w 1969 roku wspólnie z Aleksiejem Nikanczikowem, Hryhorijem Krissem, Siergiejem Paramonowem i Gieorgijem Zażyckim zwyciężył w zawodach drużynowych. W tej samej konkurencji zdobył również srebrny medal na mistrzostwach świata w Wiedniu (1971) oraz brązowy na mistrzostwach świata w Göteborgu (1971).
W 1973 roku zdobył indywidualnie tytuł mistrza ZSRR.